# Ibrahim Buhari
Ibrahim Buhari (8 ottobre 2001) è un calciatore nigeriano, difensore dell'Elfsborg.

## Carriera

### Club
Cresciuto nel settore giovanile del Karamone, dal 2019 al 2022 totalizza 82 presenze e nove reti nella massima divisione nigeriana con il Plateau United, con cui gioca anche un incontro nei turni preliminari della CAF Champions League. Il 27 settembre 2022 viene acquistato dagli svedesi dell'Elfsborg, con cui firma un contratto quadriennale.

### Nazionale
Nel 2022 riceve la sua prima convocazione da parte della nazionale nigeriana per le amichevoli contro Messico ed Ecuador, rimanendo tuttavia in panchina in entrambe le gare.

## Statistiche

### Presenze e reti nei club
Statistiche aggiornate al 25 settembre 2023.
| Stagione              | Squadra               | Campionato            | Campionato | Campionato | Coppe nazionali | Coppe nazionali | Coppe nazionali | Coppe continentali | Coppe continentali | Coppe continentali | Altre coppe | Altre coppe | Altre coppe | Totale | Totale |
| Stagione              | Squadra               | Comp                  | Pres       | Reti       | Comp            | Pres            | Reti            | Comp               | Pres               | Reti               | Comp        | Pres        | Reti        | Pres   | Reti   |
| --------------------- | --------------------- | --------------------- | ---------- | ---------- | --------------- | --------------- | --------------- | ------------------ | ------------------ | ------------------ | ----------- | ----------- | ----------- | ------ | ------ |
| 2019-2020             | Plateau United        | PFL                   | 24         | 0          |                 | -               | -               |                    | -                  | -                  |             | -           | -           | 24     | 0      |
| 2020-2021             | Plateau United        | PFL                   | 33         | 3          |                 | -               | -               | CCL                | 1                  | 0                  |             | -           | -           | 34     | 3      |
| 2021-2022             | Plateau United        | PFL                   | 25         | 6          |                 | -               | -               |                    | -                  | -                  |             | -           | -           | 25     | 6      |
| Totale Plateau United | Totale Plateau United | Totale Plateau United | 82         | 9          |                 | -               | -               |                    | 1                  | 0                  |             | -           | -           | 83     | 9      |
| set.-dic. 2022        | Elfsborg              | A                     | 0          | 0          |                 | -               | -               |                    | -                  | -                  |             | -           | -           | 0      | 0      |
| 2023                  | Elfsborg              | A                     | 10         | 0          |                 | -               | -               |                    | -                  | -                  |             | -           | -           | 10     | 0      |
| Totale Elfsborg       | Totale Elfsborg       | Totale Elfsborg       | 10         | 0          |                 | -               | -               |                    | -                  | -                  |             | -           | -           | 10     | 0      |
| Totale carriera       | Totale carriera       | Totale carriera       | 92         | 9          |                 | -               | -               |                    | 1                  | 0                  |             | -           | -           | 93     | 9      |